# Louise-Elisabeth de Tourzel

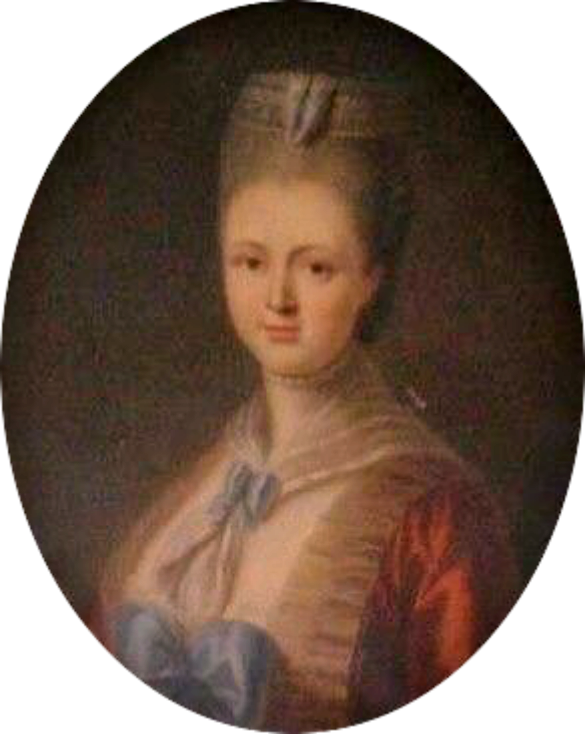
Louise-Elisabeth de Tourzel, 1771

Louise Élisabeth de Croy, markisinna (senare hertiginna) de Tourzel (Louise Élisabeth Félicité Françoise Armande Anne Marie Jeanne Joséphine), född 11 juni 1749 i Paris, död 15 mars 1832, var en fransk hovfunktionär och memoarförfattare. Hon var guvernant till Frankrikes barn 1789–1792.

## Biografi
Louise-Elisabeth var dotter till Louis Ferdinand Joseph de Croy d'Havré och Marie Louise of Montmorency-Luxembourg. Hon gifte sig med 1766 med markis Louis de Tourzel, med vilken hon ska ha haft ett gott förhållande till hans död i en jaktolycka 1786. 

### Guvernant
Vid franska revolutionens utbrott ersatte hon i augusti 1789 Yolande de Polastron som kunglig guvernant när denna tvingades fly till Schweiz. 
Hon beskrivs som en starkt övertygad reaktionär rojalist och kallades av kungabarnen Madame Severe (Fru Sträng). Som guvernant fick hon översynen över kungabarnens hov och överordnades flera underguvernanter, så som Madame de Mackau och Madame de Soucy. Förutom kronprinsen och hans syster fick hon också ansvaret för deras adoptivsyster Ernestine de Lambriquet, och hon förde också med sig sin egen dotter, Pauline de Tourzel, som blev kronprinsens lekkamrat. 
de Tourzel var närvarande vid många berömda historiska händelser under franska revolutionen. Hon var närvarande vid kvinnotåget till Versailles, och följde kungahovet till Tuilerierna i Paris. Hon åtföljde också som enda utomstående med kungafamiljen på deras misslyckade flyktförsök till Varennes-en-Argonne sommaren 1791. Vid återkomsten till Paris blev hon arresterad och tillbringade återstoden av sommaren i fängelse innan hon återinträdde i tjänst. 
Under Demonstrationen den 20 juni 1792 tillhörde hon tillsammans med hovdamerna Mackau, Louise-Emmanuelle de Châtillon och prinsessan de Lamballe till dem som gömde sig med drottningen och kungabarnen i rådsrummet. de Tourzel tillhörde tillsammans med prinsessan de Lamballe de enda som åtföljde kungafamiljen undan stormningen av Tuilerierna (10 augusti) 1792, som ledde till monarkins avskaffande, till nationalförsamlingen. 

### Arrestering
Liksom de Lamballe och kungens betjänt Hüe tillhörde hon de få personer av kungafamiljens personal som fick kvarbli med dem först i Feuillantklostret och därefter i fängelset Temple. Hon, hennes dotter och de Lamballe arresterades 19 augusti och överfördes till fängelset La Force. Under Septembermorden, då massakrer iscensattes på fängelserna sedan de dömts av summariska folkdomstolar, blev hennes dotter räddad av en myndighetsperson, Hardi, som visat dem omtanke. de Tourzel ställdes inför tribunalen, där hon förebråddes för sitt deltagande i flyktförsöket till Varennes men försvarade sig med att hon hade gjort sin plikt och hållit sitt ord. 
Hon blev frikänd och eskorterades sedan av sympatisörer bland fängelsepersonalen till en väns bostad, markisinnan de Léde, varefter hon snart återförenades med sin dotter. Hardi rådde dem sedan att lämna Paris eftersom Pauline de Tourzel hade rymt från fängelset och därmed riskerade att arresteras, och de levde sedan inkognito i Vincennes och därefter på hennes sons egendom Aboundant utanför Dreux. 
De Tourzel och hennes dotter satt fängslade under skräckväldet från mars till oktober 1794. 

### Senare liv

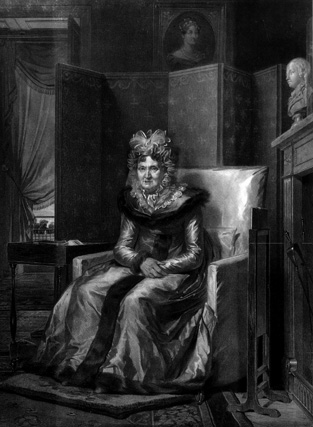
Louise-Elisabeth de Tourzel

Efter skräckväldets fall 1794 tilläts hon och hennes dotter bosätta sig på landet utanför Dreux, men de hölls under viss polisbevakning under hela Napoleons regeringstid. Hon tog kontakt med Marie Therese av Frankrike 1795, så snart denna tilläts besök igen. På Ludvig XVIII av Frankrikes uppdrag talade hon om för Marie Therese att hon förväntades gifta sig med sin kusin Ludvig Anton, hertig av Angoulême efter sin frigivning. Sedan dessa brev hittats blev hon arresterad och satt i fängelset för spioneri. Hon återsåg Marie Therese vid dennas bröllop i Mitau i juni 1799.    
Efter den bourbonska restaurationen 1814 ingick hon och hennes dotter i det sällskap som tillsammans med Talleyrand välkomnade Marie Therese och Ludvig XVIII på Rambouillet vid deras ankomst till Frankrike. Hon mottog 1816 den ärftliga titeln hertiginna. De Tourzel engagerade sig 1815-1818 i en av de bedragare som utgav sig för att vara den döda kronprinsen, Mathurin Bruneau, och gav honom sitt stöd.   

## Memoarer
Louise-Elisabeth de Tourzel utgav sina memoarer om tiden 1789–1795, som betraktas som en värdefull historisk källa om kungafamiljen under revolutionen.